# Brouwerij Concordia
De Brouwerij Concordia is een voormalige brouwerij in de Belgische stad Geraardsbergen en was actief van 1923 tot 1983. 

## Geschiedenis

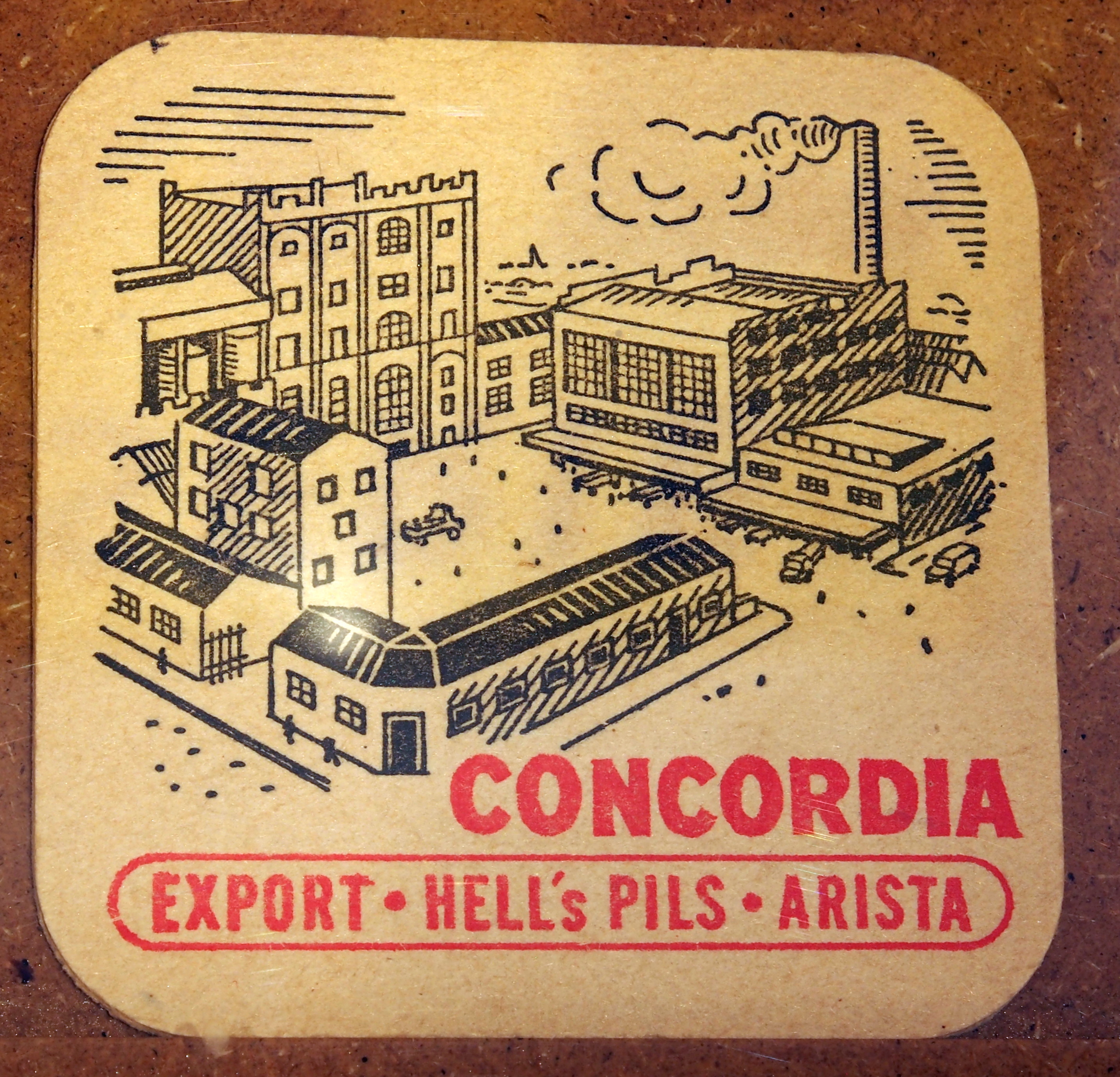
Brouwerij Concordia

De brouwerij werd in 1983 overgenomen door Brouwerij Dendria te Aalst die zelf al in handen was van Brouwerij De Gheest. De brouwerij sloot hierdoor definitief de deuren.

## Bieren[1]
- Arista
- Arista Concordia Bière Belge Cat.I
- Arista-Hell
- Baker Concordia
- Bek-Ale
- Bock
- Concordia Export
- Double Spéciale
- Dubbelen-Bruin
- Duo
- Export
- Hell's Pils
- Helles
- Helles Bier
- Liberia
- Munich
- Pilsen
- Prima
- Slavia
- Sterk
- Stout
- Three Castles Stout
- Tree Castles Stout-New Castle
- Tripel